# 張偉超 (香港)
張偉超，香港民主派人士，傘後組織將軍澳青年力量成員，前西貢區議會景林選區區議員。

## 參選2019年區議會選舉
2019年區議會選舉，將軍澳青年力量決定推派成員張偉超參選景林選區，議席分別由原任議員民建聯温啟明、以及退出民主黨後擬東山再起的林咏然競逐。在張於2017年起積極在此選區進行社區服務、林於過去4年未有具體地服務此選區（而林的Facebook專頁更自從上屆選舉完結後，發帖表示自己會在是次選舉中捲土重來後，其後數年內則未有作出更新）、受反對逃犯條例修訂草案運動效應影響，引發大量選民投票，而截至投票日投票時間完結時，此選區的票站仍有大量選民在門外排隊等候入內投票等各種情況影響下；最終由張偉超獲得逾半數的得票率，擊敗只獲不足四成得票率的溫當選；而林則更只獲得不足800票，得票率更不足一成。
| 選區號碼 | 選區 | 候選人    | 政黨 | 政黨             | 得票總數 （百分比） | 有效票總數 （百分比） |
| -------- | ---- | --------- | ---- | ---------------- | ------------------- | --------------------- |
| Q22      | 景林 | 1.張偉超  |      | 將軍澳青年力量   | 4,265（當選）       |                       |
| Q22      | 景林 | 2.溫啟明* |      | 民主建港協進聯盟 | 3,233               |                       |
| Q22      | 景林 | 3.@       |      | 獨立             | 788                 |                       |

## 議會問政

### 支持西貢區議會成立「反修例事件工作小組」
2020年，西貢區議員設立「反修例事件工作小組」，跟進警方在區內與反修例運動有關的行動，以及關注居民的情緒健康。鄉事派議員王水生反對在小組職權加入「五大訴求、缺一不可」，但最終在投票下通過。

## 外部連結
- 西貢區議會議員張偉超先生

| 議會席位      | 議會席位                               | 議會席位    |
| ------------- | -------------------------------------- | ----------- |
| 前任： 温啟明 | 西貢區議會景林選區 2020年—2021年7月8日 | 繼任： 懸空 |